# Moiré des pâturins
Pour les articles homonymes, voir Moiré.
Erebia melampus
Espèce
Statut de conservation UICN

 LC  : Préoccupation mineure
Le Moiré des pâturins (Erebia melampus) est un lépidoptère (papillon) appartenant à la famille des Nymphalidae, à la sous-famille des Satyrinae et au genre Erebia.

## Dénomination
Erebia melampus a été nommé par Johann Caspar Füessly en 1775.

### Noms vernaculaires
Le Moiré des pâturins se nomme Lesser Mountain Ringlet en anglais et Kleiner Mohrenflater en allemand.

## Description
Le Moiré  des pâturins est un petit papillon,  marron foncé orné d'une bande postmédiane de macules orange certaines marquées d'un point noir à l'aile antérieure et quatre macules postdiscales à l'aile postérieure.
Le revers est identique.

## Biologie

### Période de vol et hivernation
Il vole de juillet à septembre en une seule génération.

### Plantes hôtes
Les plantes hôtes des chenilles sont diverses poacées (graminées) : Poa annua, Poa nemoralis, Anthoxanthum odoratum (la Flouve odorante) et Festuca ovina.

## Écologie et distribution
Il est présent dans les Alpes, en Autriche, Allemagne (Bavière), Suisse et France,.
En France métropolitaine il est présent dans six départements des Alpes, Savoie, Haute-Savoie, Isère, Hautes-Alpes, Alpes-de-Haute-Provence et Alpes-Maritimes.

### Biotope
Il réside dans les prairies subalpines en altitude, entre 800 et 2 400 mètres.

### Protection
Pas de statut de protection particulier.